# Lyngby, Kristianstads kommun
Lyngby är den sydöstra delen av Everöd i Everöds socken i Kristianstads kommun i Skåne län.

## Befolkningsutveckling
| Befolkningsutvecklingen i Lyngby 1990–2010       | Befolkningsutvecklingen i Lyngby 1990–2010 | Befolkningsutvecklingen i Lyngby 1990–2010 | Befolkningsutvecklingen i Lyngby 1990–2010 | Befolkningsutvecklingen i Lyngby 1990–2010 |
| ------------------------------------------------ | ------------------------------------------ | ------------------------------------------ | ------------------------------------------ | ------------------------------------------ |
|                                                  |                                            |                                            |                                            |                                            |
| År                                               |                                            |                                            | Folkmängd                                  | Areal (ha)                                 |
| 1990                                             | 1990                                       |                                            | 76                                         | 15#                                        |
| 1995                                             | 1995                                       |                                            | 74                                         | 16#                                        |
| 2000                                             | 2000                                       |                                            | 70                                         | 16#                                        |
| 2005                                             | 2005                                       |                                            | 67                                         | 16#                                        |
| 2010                                             | 2010                                       |                                            | 63                                         | 18#                                        |
| Anm.: Sammanvuxen med Everöd 2015. # Som småort. |                                            |                                            |                                            |                                            |